# Boxerkrabben
Die Boxerkrabben  (Calappidae) sind eine Familie der Krabben (Brachyura), die zusammen mit den Mondkrabben (Matutidae) die Überfamilie der Calappoidea bilden. Sie werden den modernen Krabben (Eubrachyura) zugeordnet, was auf einige abgeleitete Merkmale in ihrer Anatomie und Fortpflanzung hinweist.

## Merkmale
Die Vertreter der Boxerkrabben haben einen in der Regel kreisförmigen bis ovalen oder halbkreisförmigen Rückenschild (Carapax). Die vorderen Seitenränder vorne sind nie deutlich gezähnt und die hinteren Seitenränder sind häufig zu einem keilförmigen Fortsatz erweitert, der die hinteren Beinpaare P2 bis P5 teilweise oder vollständig bedeckt.
Die Antennen sind im Regelfall klein. Das dritte Maxilliped (Mxp3) ist dreieckig geformt und bedeckt den vorderen Teil der Mundhöhle sowie den Taster nicht, wenn er geschlossen ist. Die abführenden Kiemenkanäle verlaufen als tiefer Kanal im Mundboden (Endostom) und werden von einem Paar lamellenartiger Fortsätze des ersten Maxillipeden (Mxp1) bedeckt.
Die Scherenbeine (Chelipeden) sind etwa gleich groß, wobei die rechte Schere typischerweise kräftiger gebaut ist. Die Scheren sind hoch gebaut, und ihre Innenseite liegt bei angelegter Haltung eng am seitlichen Kopfbereich an. Die größere Schere besitzt nahe der Basis auf der Außenseite des beweglichen Fingers (Dactylus) einen großen, kräftigen, schräg stehenden und hakenförmigen Zahn, der genau in eine becherförmige Vertiefung des unbeweglichen Fingers passt. Die Finger der kleineren Schere sind mäßig gebogen und ähneln einer Pinzette. Die Laufbeine P2 bis P5 besitzen ein spitz zulaufendes und nicht abgeflachtes Endglied (Dactylus). Beim Männchen sind die Hinterleibssegmente 3 bis 5 miteinander verschmolzen. Der erste Gonopod (G1) ist kräftig und läuft spitz zu, der zweite Gonopod (G2) ist dünn und entweder länger als oder etwa gleich lang wie der erste. Das fadenförmiges Ende (Flagellum) ist oft gerade, gebogen oder hakenförmig.

## Lebensweise

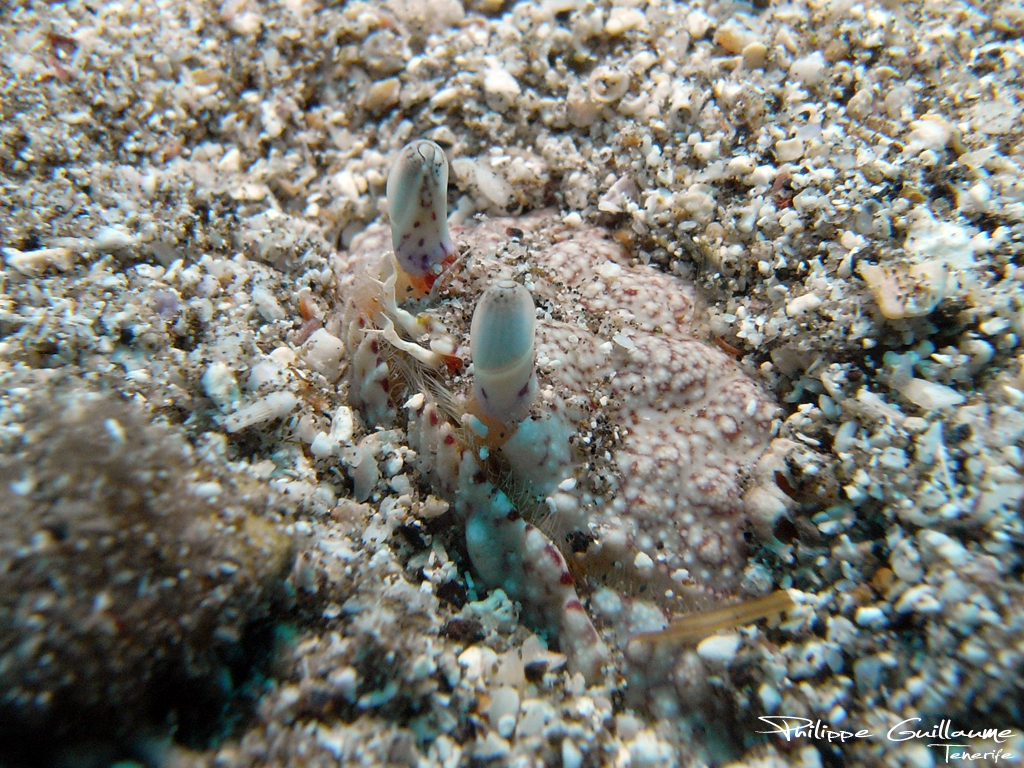
Cryptosoma cristatum, im Sediment vergraben

Die Arten der Boxerkrabben sind freilebend und kommen sowohl in flachen wie auch in tieferen Gewässern vor. In der Regel sind sie eingegraben im Sediment und kommen aus diesem nur selten hervor.

## Systematik

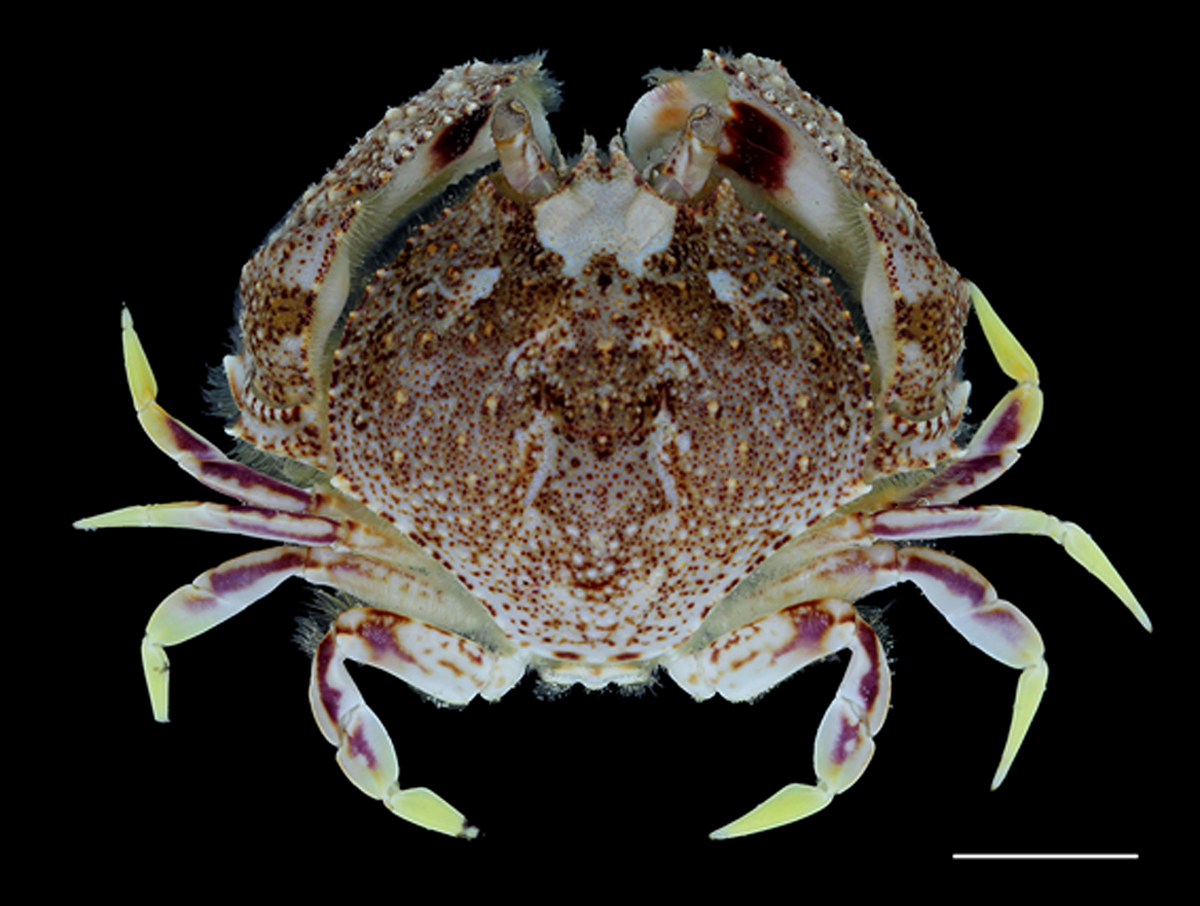
Cryptosoma balguerii

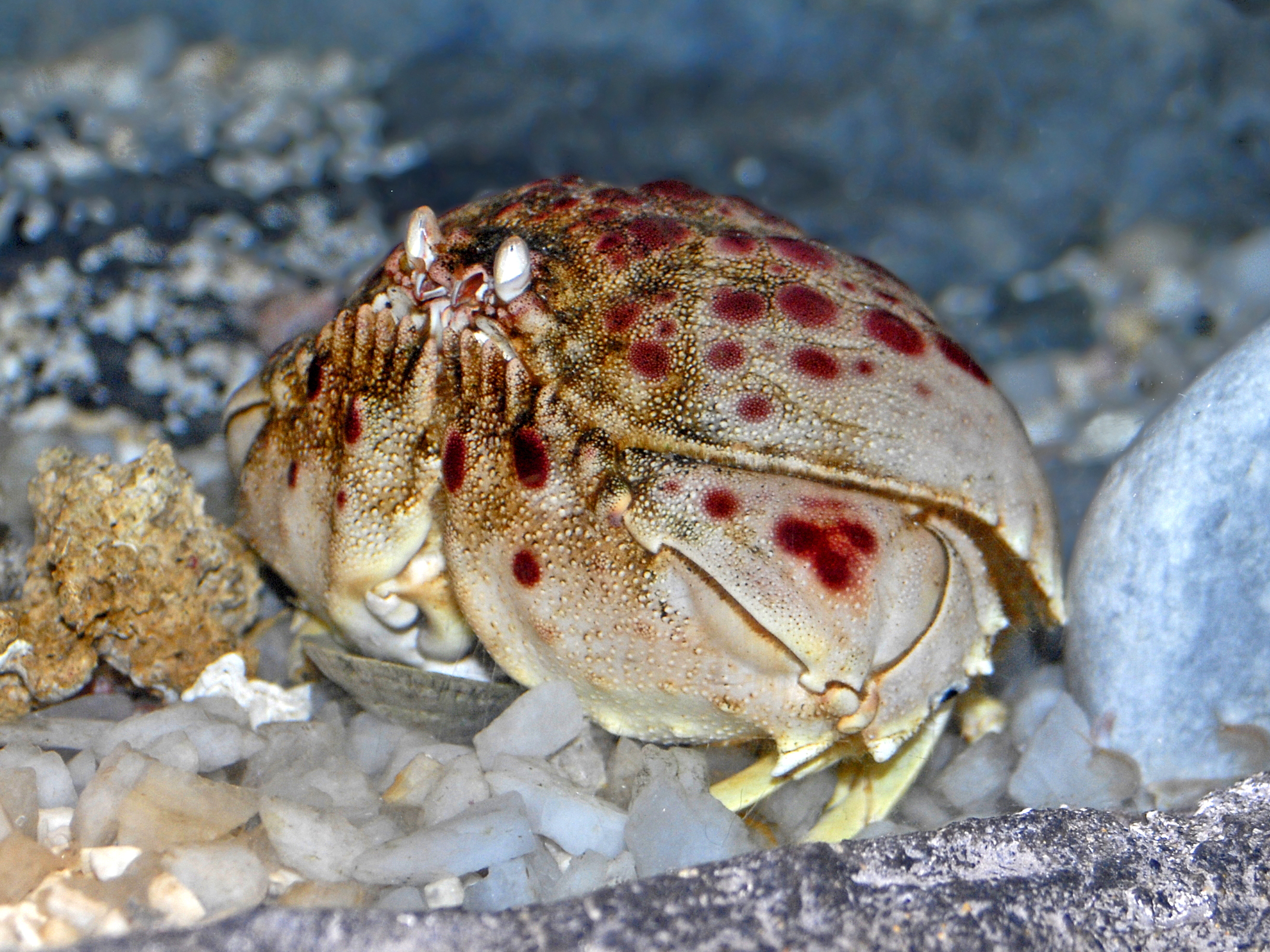
Calappa calappa

Die Boxerkrabben wurden 1833 von dem niederländischen Zoologen und Kurator Wilhem de Haan am Rijksmuseum van Natuurlijke Historie in Leiden erstmalig wissenschaftlich beschrieben. Sie wurden lange als Unterfamilie Calappinae den Mondkrabben als Matutinae innerhalb der Familie der Calappidae gegenübergestellt, beide werden in neueren Arbeiten jedoch als eigenständige Familien betrachtet. Auch die nahe Verwandtschaft beider wird teilweise angezweifelt und ist entsprechend unklar.
In der Familie werden 89 Arten in neun bis 16 Gattungen unterschieden:
- Acanthocarpus Stimpson, 1871
- Calappa Weber, 1795
- Calappula Galil, 1997
- Corallomursia De Angeli & Ceccon, 2014
- Cryptosoma Brullé, 1839 [in Brullé, 1836–1850]
- Cycloes De Haan, 1837 [in De Haan, 1833–1850]
- Cyclozodion Williams & Child, 1989
- Mursia A. G. Desmarest, 1823
- Paracyclois Miers, 1886
- Platymera H. Milne Edwards, 1837 [in H. Milne Edwards, 1834–1840]

Als Fossilien erhalten sind die ausgestorbenen Gattungen:
- Bittnerilia De Angeli & Garassino, 2003
- Calappella Rathbun, 1919
- Calappilia A. Milne-Edwards in de Bouillé, 1873
- Carinocalappa Beschin, Busulini & Tessier in Beschin, Busulini, Fornaciari, Papazzoni & Tessier, 2018
- Mursilata C.-H. Hu & Tao, 1996
- Mursilia Rathbun, 1918
- Mursiopsis Ristori, 1889
- Nantocyclois Beschin, Busulini & Tessier, 2013
- Paracorallomursia Beschin, Busulini, Tessier & Zorzin, 2016
- Pseudocorallomursia Beschin, Busulini, Tessier & Zorzin, 2016
- Stenodromia A. Milne-Edwards, 1873
- Tavernolesia Artal & Onetti, 2017
- Tutus Collins, Portell & Donovan, 2009

## Belege
1. 1 2 3 4 5  Peter J. F. Davie, Danièle Guinot, Peter K. L. Ng: Systematics and Classification of the Brachyura. In: P. Castro, P. J. F. Guinot Davie, F. R. Schram, J. C. von Vaupel Klein (Hrsg.): The Crustacea. Band 2. Koninklijke Brill NV, Leiden 2015, S. 1071.
2. 1 2  Peter K. L. Ng, Danièle Guinot, Peter J.F. Davie: Systema Brachyurorum: Part I. An annotated checklist of extant brachyuran crabs of the world. Raffles Bulletin of Zoology, Supplement No. 17, 2008: 1–286; hier S. 48–49. (Volltext)
3. ↑  Sammy De Grave, N. Dean Pentcheff, Shane T. Ahyong, Tin-Yam Chan, Keith A. Crandall, Peter C. Dworschak, Darryl L. Felder, Rodney M. Feldmann, Charles H. J. M. Fransen, Laura Y. D. Goulding, Rafael Lemaitre, Martyn E. Y. Low, Joel W. Martin, Peter K. L. Ng, Carrie E. Schweitzer, S. H. Tan, Dale Tshudy, Regina Wetzer: A classification of living and fossil genera of decapod crustaceans. Raffles Bulletin of Zoology, Supplement No. 21, 2009: 1–286; hier S. 30. (Volltext)